# Morti nel 1996/Gennaio
| Questa pagina contiene informazioni ricavate automaticamente dalle voci biografiche con l'ausilio del template Bio e di un bot. L'aggiornamento è periodico e automatico e ricostruisce completamente la pagina. Se manca una persona in questa lista, sei pregato di non aggiungerla, ma accertati piuttosto che la sua voce biografica contenga il template Bio e che i dati anagrafici siano correttamente compilati. Se il template Bio manca, inseriscilo tu stesso o, in alternativa, metti l'avviso {{tmp\|Bio}} che ne segnala la mancanza. Se i dati riportati sono sbagliati, correggi direttamente la voce biografica; le modifiche saranno visibili in questa lista entro pochi giorni. Per chiarimenti vedi il progetto biografie. La lista contiene solo le 147 persone che sono citate nell'enciclopedia e per le quali è stato implementato correttamente il template Bio. Pagina aggiornata al 18 ago 2025. |

- 1º gennaio - Gertrude Blanch, matematica russa (n. 1897)
- 1º gennaio - Ettore Cedraschi, scultore italiano (n. 1909)
- 1º gennaio - Sergej Jakovlev, attore sovietico (n. 1925)
- 1º gennaio - Seo Ji-won, cantante sudcoreano (n. 1976)
- 1º gennaio - Jean Piel, scrittore, editore e filosofo francese (n. 1902)
- 1º gennaio - Alifa Rifaat, scrittrice egiziana (n. 1930)
- 1º gennaio - Arthur Rudolph, ingegnere meccanico tedesco (n. 1906)
- 1º gennaio - Luigi Tentorio, calciatore, allenatore di calcio e dirigente sportivo italiano (n. 1906)
- 1º gennaio - Virgil W. Vogel, regista statunitense (n. 1919)
- 2 gennaio - Mario Sansone, critico letterario e storico della letteratura italiano (n. 1900)
- 3 gennaio - Ezio Beccastrini, politico italiano (n. 1918)
- 3 gennaio - Vito Latis, architetto italiano (n. 1912)
- 4 gennaio - Anna Amalie Abert, musicologa tedesca (n. 1906)
- 4 gennaio - Tino Bianchi, attore italiano (n. 1905)
- 4 gennaio - Eraldo Pezzini, calciatore italiano (n. 1924)
- 4 gennaio - Ramón Vinay, tenore cileno (n. 1911)
- 5 gennaio - Yahya Ayyash, ingegnere militare palestinese (n. 1966)
- 5 gennaio - Lincoln Kirstein, scrittore, produttore teatrale e filantropo statunitense (n. 1907)
- 5 gennaio - Roberta Rambelli, traduttrice, scrittrice e curatrice editoriale italiana (n. 1928)
- 5 gennaio - Vittoriano Viganò, architetto italiano (n. 1919)
- 6 gennaio - Duane Hanson, scultore statunitense (n. 1925)
- 6 gennaio - Johnnie Johnston, attore e cantante statunitense (n. 1915)
- 6 gennaio - Kim Kwang-seok, cantautore sudcoreano (n. 1964)
- 7 gennaio - Josif Gjergji, calciatore albanese (n. 1965)
- 7 gennaio - Károly Grósz, politico ungherese (n. 1930)
- 7 gennaio - Seton Lloyd, archeologo britannico (n. 1902)
- 7 gennaio - Tarō Okamoto, pittore, scultore e scrittore giapponese (n. 1911)
- 7 gennaio - Heinrich Scheel, storico tedesco (n. 1915)
- 8 gennaio - Fausto Bisantis, avvocato e politico italiano (n. 1909)
- 8 gennaio - Carmen Conde, poetessa spagnola (n. 1907)
- 8 gennaio - Teobaldo Depetrini, calciatore e allenatore di calcio italiano (n. 1913)
- 8 gennaio - Norrie McCathie, calciatore scozzese (n. 1961)
- 8 gennaio - François Mitterrand, politico e partigiano francese (n. 1916)
- 8 gennaio - Adriana Pincherle, pittrice italiana (n. 1905)
- 8 gennaio - Paul Vialar, scrittore francese (n. 1898)
- 8 gennaio - Prokofij Filippovič Zubets, ingegnere aeronautico sovietico (n. 1915)
- 9 gennaio - Moe Becker, cestista e allenatore di pallacanestro statunitense (n. 1917)
- 9 gennaio - Rinaldo De Benedetti, scrittore italiano (n. 1903)
- 9 gennaio - Félix González-Torres, artista cubano (n. 1957)
- 9 gennaio - Elio Jotta, attore italiano (n. 1912)
- 9 gennaio - Walter M. Miller, autore di fantascienza statunitense (n. 1923)
- 9 gennaio - Walter Negroni, calciatore italiano (n. 1908)
- 9 gennaio - Ildefons Pauler, religioso austriaco (n. 1903)
- 9 gennaio - Nello Pazzafini, attore e stuntman italiano (n. 1933)
- 9 gennaio - Mike Synar, politico e avvocato statunitense (n. 1950)
- 9 gennaio - Abdullah al-Qasemi, scrittore arabo (n. 1907)
- 10 gennaio - Ivan Derjugin, pentatleta sovietico (n. 1928)
- 10 gennaio - Egidio Ortona, diplomatico italiano (n. 1910)
- 11 gennaio - Tato Bores, comico e personaggio televisivo argentino (n. 1927)
- 11 gennaio - Giuseppe Di Matteo, italiano (n. 1981)
- 11 gennaio - Paolo Frezza, giurista italiano (n. 1906)
- 11 gennaio - Jannie Hoskins, attrice statunitense (n. 1923)
- 12 gennaio - Cesare Curioni, religioso italiano (n. 1923)
- 12 gennaio - Clemente Graziani, politico italiano (n. 1925)
- 12 gennaio - Georg Johansson, calciatore svedese (n. 1910)
- 12 gennaio - Jonas Jonsson, tiratore a segno svedese (n. 1903)
- 12 gennaio - Rizzieri Rodeghiero, fondista e combinatista nordico italiano (n. 1919)
- 12 gennaio - Ginevra Vivante, soprano italiano (n. 1902)
- 12 gennaio - Bartel Leendert van der Waerden, matematico olandese (n. 1903)
- 13 gennaio - Denise Grey, attrice italiana (n. 1896)
- 13 gennaio - Dean Kelley, cestista statunitense (n. 1931)
- 13 gennaio - Bobby Langton, calciatore inglese (n. 1918)
- 13 gennaio - Oswaldo Sampaio, attore, regista e sceneggiatore brasiliano (n. 1912)
- 14 gennaio - Jacques Lebrun, velista francese (n. 1910)
- 15 gennaio - Les Baxter, compositore, direttore d'orchestra e arrangiatore statunitense (n. 1922)
- 15 gennaio - Helle Busacca, poetessa e pittrice italiana (n. 1915)
- 15 gennaio - Manfred Börner, fisico tedesco (n. 1929)
- 15 gennaio - Richard Cobb, storico e saggista britannico (n. 1917)
- 15 gennaio - Giancarlo Muratori, autore televisivo e doppiatore italiano (n. 1958)
- 15 gennaio - Moshoeshoe II del Lesotho, re lesothiano (n. 1938)
- 16 gennaio - Isa Bartalini, direttrice del casting e sceneggiatrice italiana (n. 1922)
- 16 gennaio - Anacleto Cazzaniga, arcivescovo cattolico italiano (n. 1901)
- 16 gennaio - Ferruccio Diena, calciatore italiano (n. 1912)
- 16 gennaio - Piero Giorgetti, cantautore e contrabbassista italiano (n. 1932)
- 16 gennaio - Harry Potts, calciatore e allenatore di calcio inglese (n. 1920)
- 16 gennaio - Carmelo Silva, disegnatore e umorista italiano (n. 1909)
- 16 gennaio - Kurt Svanström, calciatore svedese (n. 1915)
- 16 gennaio - Dai Ward, calciatore gallese (n. 1934)
- 17 gennaio - Lidia Beccaria Rolfi, scrittrice italiana (n. 1925)
- 17 gennaio - Barbara Jordan, avvocata e politica statunitense (n. 1936)
- 17 gennaio - Mario Miglietta, arcivescovo cattolico italiano (n. 1925)
- 18 gennaio - Leonor Fini, pittrice, scenografa e costumista italiana (n. 1907)
- 18 gennaio - Curtis Hairston, cantante statunitense (n. 1961)
- 18 gennaio - Enrico Santià, calciatore italiano (n. 1918)
- 19 gennaio - Jean Guillot, calciatore e allenatore di calcio francese (n. 1941)
- 19 gennaio - Fulvio Nesti, calciatore italiano (n. 1925)
- 19 gennaio - Don Simpson, produttore cinematografico statunitense (n. 1943)
- 19 gennaio - Étienne Sved, fotografo francese (n. 1914)
- 20 gennaio - Gaetano Graci, imprenditore italiano (n. 1927)
- 20 gennaio - Lo Wei, attore e regista cinese (n. 1918)
- 20 gennaio - Joseph Mermans, calciatore belga (n. 1922)
- 20 gennaio - Gerry Mulligan, sassofonista, compositore e arrangiatore statunitense (n. 1927)
- 21 gennaio - Bruno Catarzi, scultore e incisore italiano (n. 1903)
- 21 gennaio - Roman Cieslewicz, designer polacco (n. 1930)
- 21 gennaio - Liliana Scaricabarozzi, ginnasta italiana (n. 1934)
- 21 gennaio - Ban Tetsugyu Soin, maestro zen giapponese (n. 1910)
- 22 gennaio - Bill Cantrell, pilota automobilistico statunitense (n. 1908)
- 22 gennaio - Pam Conrad, scrittrice statunitense (n. 1947)
- 22 gennaio - Petro Juchymovyč Šelest, politico sovietico (n. 1908)
- 23 gennaio - Anne-Marie Esnoul, indologa francese (n. 1908)
- 23 gennaio - Cliff Griffith, pilota automobilistico statunitense (n. 1916)
- 23 gennaio - Fatima Rushdi, attrice e regista egiziana (n. 1908)
- 23 gennaio - Horst Wende, compositore, arrangiatore e direttore d'orchestra tedesco (n. 1919)
- 24 gennaio - Elizaveta Bagrjanceva, discobola e allenatrice di atletica leggera sovietica (n. 1920)
- 24 gennaio - Jimmy Davidson, calciatore scozzese (n. 1925)
- 24 gennaio - Roderick Learoyd, militare e aviatore britannico (n. 1913)
- 24 gennaio - Gaetano Vellani, calciatore italiano (n. 1924)
- 24 gennaio - Seigo Yamaguchi, giapponese (n. 1924)
- 25 gennaio - Ruth Berghaus, produttrice teatrale, regista teatrale e coreografa tedesca (n. 1927)
- 25 gennaio - Antonio Buenaventura, musicista e militare filippino (n. 1904)
- 25 gennaio - Jonathan Larson, compositore e drammaturgo statunitense (n. 1960)
- 25 gennaio - Hennie van Nee, calciatore olandese (n. 1939)
- 25 gennaio - Oleg Slabyn'ko, giornalista russo (n. 1962)
- 26 gennaio - Cyrus Atabay, poeta e traduttore iraniano (n. 1929)
- 26 gennaio - Harold Brodkey, scrittore e giornalista statunitense (n. 1930)
- 26 gennaio - Giorgio Alessandro di Meclemburgo, duca (n. 1921)
- 26 gennaio - Charles Jewtraw, pattinatore di velocità su ghiaccio statunitense (n. 1900)
- 26 gennaio - Henry Lewis, contrabbassista e direttore d'orchestra statunitense (n. 1932)
- 26 gennaio - Vincenzo Licata, poeta italiano (n. 1906)
- 26 gennaio - Ettore Maragnoli, mafioso italiano (n. 1944)
- 26 gennaio - Dave Schultz, lottatore statunitense (n. 1959)
- 27 gennaio - Vjačeslav Lemešev, pugile sovietico (n. 1952)
- 27 gennaio - Domenico Rizzo, politico italiano (n. 1901)
- 27 gennaio - Vsevolod Sanaev, attore sovietico (n. 1912)
- 27 gennaio - Nello Tedeschini, calciatore italiano (n. 1912)
- 27 gennaio - Ralph Yarborough, avvocato e politico statunitense (n. 1903)
- 28 gennaio - Iosif Aleksandrovič Brodskij, poeta, saggista e drammaturgo sovietico (n. 1940)
- 28 gennaio - Giuseppe Di Prisco, calciatore e politico italiano (n. 1917)
- 28 gennaio - Burne Hogarth, fumettista statunitense (n. 1911)
- 28 gennaio - Piero Palermini, attore italiano (n. 1925)
- 28 gennaio - Jerry Siegel, fumettista statunitense (n. 1914)
- 28 gennaio - Geo Widengren, storico delle religioni, orientalista e iranista svedese (n. 1907)
- 29 gennaio - Age Bassi, giornalista e scrittore italiano (n. 1924)
- 29 gennaio - Désiré Bourgeois, calciatore belga (n. 1908)
- 29 gennaio - Willie Davie, calciatore scozzese (n. 1925)
- 29 gennaio - Charles Mersch, pallanuotista lussemburghese (n. 1908)
- 29 gennaio - Renzo Merusi, attore e regista italiano (n. 1914)
- 29 gennaio - Novello Pallanti, politico e sindacalista italiano (n. 1928)
- 29 gennaio - Ottavio Spadaro, regista, sceneggiatore e direttore artistico italiano (n. 1922)
- 29 gennaio - Jamie Uys, regista sudafricano (n. 1921)
- 30 gennaio - Friedrich Benfer, attore tedesco (n. 1905)
- 30 gennaio - Guy Doleman, attore neozelandese (n. 1923)
- 30 gennaio - Bob Thiele, produttore discografico e compositore statunitense (n. 1922)
- 30 gennaio - San Yu, politico e generale birmano (n. 1918)
- 31 gennaio - Alan Sealey, calciatore inglese (n. 1942)
- 31 gennaio - Gustave Solomon, matematico e ingegnere statunitense (n. 1930)
- 31 gennaio - Angelo Viel, carabiniere e patriota italiano (n. 1909)